# Servio Cornelio Maluginense
Servio Cornelio Maluginense  (m. 453 a. C.) fue un político y militar romano del siglo V a. C. miembro de los Cornelios Maluginenses, una rama familiar patricia de la gens Cornelia, y padre del consular Lucio Cornelio Maluginense Uritino. Algunos autores le añaden el cognomen Tricosto.
Obtuvo el consulado en el año 485 a. C. durante el que batalló contra los veyentes. Ejercía el sacerdocio del flamen Quirinalis cuando murió en el año 453 a. C.